# KatieJane Garside
Katrina Jane "KatieJane" Garside, född 8 juli 1968 i East Riding of Yorkshire, England, är en brittisk poet och även sångare och låtskrivare i bandet Queen Adreena och tidigare i Daisy Chainsaw.

## Diskografi
Med Daisy Chainsaw
- LoveSickPleasure (EP, 1991)
- Pink Flower (EP, 1992)
- Eleventeen (1992)

Album med Queen Adreena
- Taxidermy (2000)
- Drink Me (2002)
- The Butcher and the Butterfly (2005)
- Live at the ICA (2005)
- Ride a Cock Horse (2007)
- Djin (2008)

Solo
- Lalleshwari/Lullabies in a Glasswilderness (CD+DVD, 2005)
- Corps Electriques (med Hector Zazou) (2008)

Album med Ruby Throat
- The Ventriloquist (2007)
- Out of a Black Cloud Came a Bird (2009)
- O' Doubt O' Stars (2012)
- Baby Darling Taporo (2017)